# Патракеевское сельское поселение
Патракеевское сельское поселение  или муниципальное образование «Патракеевское» — упразднённое муниципальное образование со статусом сельского поселения в составе Приморского муниципального района Архангельской области Российской Федерации. 
Соответствует административно-территориальной единице в Приморском районе — Патракеевскому сельсовету.
Административный центр находился в деревне Патракеевка.

## География
Поселение находилось к северу от Маймаксанского округа города Архангельск, на восточном берегу губы Сухое море (Двинская губа Белого моря), занимая часть Зимнего берега и остров Мудьюг. На севере граничило с Зимне-Золотицким сельским поселением. Крупнейшие реки поселения: Большие Козлы, Кадь, Куя, Кушкушара, Мудьюга, Пала, Софьина, Ульмица, Чидвия.

## История
Муниципальное образование было образовано в 2006 году.
В 2015 году (Законом Архангельской области от 28 мая 2015 года № 289-17-ОЗ) сельское поселение было упразднено и влито в Талажское сельское поселение с административным центром в посёлке Талаги.
Первые русские поселения на реке Мудьюга, где обитали чудские племена, стали появляться после присоединения Новгорода к Московскому княжеству Иваном III в 1471 году. Патракеевская волость Архангельского уезда, до 1812 года называвшаяся Мудьюжской волостью, сформировалась в XVI веке, вобрав в себя поселения, расположенные на реках Мудьюга, Кадь, Куя и Козлы.

## Население
| 2007 | 2010 | 2011 | 2012 | 2013 | 2014 | 2015 |
| ---- | ---- | ---- | ---- | ---- | ---- | ---- |
| 380  | ↘346 | →346 | ↘341 | ↘334 | ↘325 | ↘305 |

## Состав
В состав Патракеевского сельского поселения входили:
- Верховье, деревня
- Горка, деревня
- Дом инвалидов, посёлок
- Кадь, деревня
- Кушкушара, деревня
- Куя, деревня
- Козлы, деревня
- Мудьюг, посёлок
- Наволок, деревня
- Патракеевка, деревня

### Карты
- Топографическая карта Q-37-104,105,106. Куя
- Топографическая карта Q-37-116,117,118. Патракеевка